# پناهگاه حیات وحش مهرانو
پناهگاه حیات وحش مهرانو یک پناهگاه حیات وحش حفاظت شده واقع در منطقه خیرپور، ایالت سند پاکستان است که به‌طور خصوصی توسط خانواده سلطنتی میرهای تالپور خیرپور با تأیید اداره حیات وحش سند محافظت می‌شود.
این پناهگاه حیات وحش شامل زمین‌های کشاورزی، جنگل، دریاچه جنگلی، منطقه شکار و زیستگاه‌های گیاهی و جانوری مختلف است.
جنگل مهرانو بخش بزرگی از این پناهگاه را تشکیل می‌دهد و محل زندگی تقریباً ۴۰۰۰ گونه حیوان وحشی از جمله سیاه کل، غزال هندی، گوزن گراز و گراز وحشی است. علاوه بر این دریاچه جنگلی حیات وحش دارای پرندگان ساکن و مهاجر از سیبری و اروپا است و یک مکان گردشگری در مجموعه برای دیدن گرازهای وحشی اختصاص شده است.
میرعلی مراد خان تالپور رئیس خاندان سلطنتی تالپور، هر گونه شکار را به جز شکار شغال‌ها و کشتن سالانه گرازهای وحشی ممنوع کرده است. افزایش جمعیت بیش از حد گرازها تهدیدی مرگبار برای برای جنگل، کشاورزان و خانواده‌های آن‌ها به‌شمار می‌رود که با کشتن سالانه گرازهای وحشی جمعیت آن‌ها کنترل می‌شود. پناهگاه حیات وحش مهرانو با کویر چولستان نیز مرز مشترک دارد.